# Норман Рід
Норман Річард Рід (англ. Norman Richard Read; нар. 13 серпня 1931 — пом. 22 травня 1994) — новозеландський легкоатлет, який спеціалізувався в спортивній ходьбі.

## Із життєпису
Олімпійський чемпіон зі спортивної ходьби на 50 км (1956). Останні місяці перед олімпійським стартом жив у Мельбурні, працював садівніком, добре вивчив олімпійську трасу, і навіть виграв відбіркові олімпійські змагання австралійців. Тільки за півтора місяці до початку Ігор отримав новозеландське громадянство (до 1954 Рід жив у Великій Британії), і зробив чудовий подарунок новій батьківщині. Після переможного фінішу зізнався журналістам, що останні тижні перед стартом був поглинутий ідеєю «обійти росіян на 42-му кілометрі». Так і сталося. З лідируючої
трійки радянських ходоків Михайло Лавров був діскваліфікований на 34-му км, потім Рід наздогнав Григорія Клімова (зрештою він зійшов з дистанції) і саме на 42-му км обійшов Євгена Маскінскова, який поступився в підсумку на фініші Ріду більш ніж 2 хвилинами та став срібним призером.
Посів 5-е місце у олімпійському заході в Римі на 20 км (1960).
Бронзовий призер Ігор Британської імперії та Співдружності у ходьбі на 20 миль (1966).
18-разовий чемпіон Нової Зеландії у різних дисциплінах спортивної ходьби.
Завершив змагальну кар'єру 1983 року, маючи 52 роки.
Засновник першого у Новій Зеландії клубу зі спортивної ходьби.
Працював суддею на олімпійських змаганнях 1992 року.
Очолював Федерацію легкої атлетики Нової Зеландії.
Помер від серцевого нападу під час ветеранського велопробігу.

## Основні міжнародні виступи
| Рік  | Змагання                                  | Місто        | Місце | Дисципліна     | Примітки         |
| ---- | ----------------------------------------- | ------------ | ----- | -------------- | ---------------- |
| 1956 | Олімпійські ігри                          | Мельбурн     | 1     | ходьба 50 км   | Відео на YouTube |
| 1960 | Олімпійські ігри                          | Рим          |       | ходьба 20 км   |                  |
| 1960 | —                                         | ходьба 50 км | DNF   |                |                  |
| 1966 | Ігри Британської імперії та Співдружності | Кінгстон     | 3     | ходьба 20 миль |                  |

## Визнання
- Спортсмен року Нової Зеландії (1956)
- Диплом ІААФ (1987)
- Член Зали спортивної слави Нової Зеландії[en] (1990)